# Shikayama Takuma
Takuma Shikayama (sinh ngày 26 tháng 5 năm 1996) là một cầu thủ bóng đá người Nhật Bản.

## Sự nghiệp câu lạc bộ
Takuma Shikayama đã từng chơi cho V-Varen Nagasaki.